# Спіньо-Сатурнія
Спіньо-Сатурнія (італ. Spigno Saturnia) — муніципалітет в Італії, у регіоні Лаціо,  провінція Латина.
Спіньо-Сатурнія розташоване на відстані близько 125 км на південний схід від Рима, 75 км на схід від Латини.
Населення — 2975 осіб (2014).
Щорічний фестиваль відбувається 24 червня. Покровитель — святий Іван Хреститель.

## Демографія
Населення за роками:

Станом на 1 січня 2023 року в муніципалітеті офіційно проживало 59 іноземців з 16 країн, серед них 32 громадяни країн Євросоюзу та 3 громадяни України.

## Сусідні муніципалітети
- Аузонія
- Корено-Аузоніо
- Есперія
- Формія
- Мінтурно